# N-metilciclohexilamina
La N-metilciclohexilamina o N-metilciclohexanamina es una amina secundaria con fórmula molecular C7H15N. En este compuesto, un único grupo amino (-NH) se halla unido, por una parte, a uno de los carbonos del ciclohexano y, por otra, a un grupo metilo.

## Propiedades físicas
A temperatura ambiente, la N-metilciclohexilamina es un líquido incoloro o blanquecino sin olor.
Tiene su punto de fusión a -8 °C y su punto de ebullición a 149 °C.
Su densidad es inferior a la del agua (0,868 g/cm³) y, en estado gaseoso, es 3,9 veces más densa que el aire.
El valor del logaritmo de su coeficiente de reparto (logP = 1,69) implica una solubilidad considerablemente mayor en disolventes polares que en agua.
Al ser un compuesto sólo ligeramente soluble en agua —en proporción de 86 g/L—, dada su menor densidad, flota encima del agua.
La N-metilciclohexilamina es un compuesto básico: una disolución acuosa de 10 g/L de esta amina tiene pH = 12.
Por ello, neutraliza ácidos en reacciones exotérmicas formando la sal correspondiente y agua. Puede ser corrosiva para ciertos metales.

## Síntesis y usos
La N-metilciclohexilamina puede ser sintetizada por alquilación reductora de metilamina y ciclohexanona; esta reacción tiene lugar en medio acuoso ácido, usando polvo de zinc, catalizada por una pequeña cantidad de bromuro de iridio.
Esta misma reducción puede llevarse a cabo con un agente reductor denominado ZrBDC —compuesto orgánico con cloro, boro y zirconio—, estable a pH ligeramente ácido.
Otra forma de elaborar esta amina consiste en la metilación de ciclohexilamina con (clorometil)trietoxisilano.
Asimismo, la reducción de N,N-dimetilanilina, utilizando ácido fórmico y paladio en carbono, también produce N-metilciclohexilamina.
A su vez, la N-alquilación de la N-metilciclohexilamina con metanol permite sintetizar N,N-dimetilciclohexilamina, reacción catalizada por rutenio.
En cuanto a sus usos, la N-metilciclohexilamina se emplea como disolvente, como componente de aceleradores para la vulcanización del caucho y como inhibidor de la corrosión del acero al carbono.
Por otra parte, esta amina se usa en la síntesis del hidrocloruro de bromohexina, medicamento antibacteriano usado como expectorante y mucolítico.

## Precauciones
La N-metilciclohexilamina es una sustancia inflamable. Alcanza la temperatura de autoignición —temperatura mínima a la que un combustible en contacto con el aire arde espontáneamente— a 170 °C, mientras que su punto de inflamabilidad es de 35 °C. Su vapor puede formar mezclas explosivas con el aire.
Este producto es corrosivo e irritante para la piel y los ojos, ocasionando quemaduras severas. Los síntomas por sobreexposición a esta amina son dolor de cabeza, vértigo, cansancio, náusea y vómitos.